# Podklanec, Črnomelj
Podklanec je naselje v Občini Črnomelj. Naselje leži blizu Vinice ob reki Kolpi.
Pomembnejši bližnji naselji sta Vinica (1,5 km) in Črnomelj (21 km). Podklanec sestavljajta zaselka: Gornji Podklanec in Dolnji Podklanec.
V vasi stoji cerkev sv. Jožefa.